# Úmluva o nucené nebo povinné práci
Úmluva o nucené nebo povinné práci především ustanovuje podmínky pro výkon nucené nebo povinné práce a to pro členské státy Mezinárodní organizace práce.
Úmluva se skládá z 33 článků a je jednou z osmi základních úmluv Mezinárodní organizace práce. Je považována za nástroj pro ochranu a prosazování lidských práv. Byla přijata Generální konferencí Mezinárodní organizace práce dne 28. června 1930.
Úmluva podléhá ratifikaci členských států Mezinárodní organizace práce. Státy se přijetím úmluvy zavazují odstranit nucenou nebo povinnou práci ve všech formách. Výjimečně se stát může k takové práci uchýlit na přechodnou dobu pro veřejné účely.

## Nucená nebo povinná práce
Za nucenou nebo povinnou práci se považuje taková práce nebo služba, která je vymáhána pod hrozbou trestu a ke které se osoba nenabídla dobrovolně. Nucenou nebo povinnou prací není práce vymáhaná na základě zákonů o vojenské službě, práce vymáhaná v případech mimořádných okolností jako jsou například přírodní katastrofy, nebo menší obecní služby apod.

## Povinnosti úřadů
- Úřad nesmí ukládat nucenou či povinnou práci ve prospěch soukromých osob (jednotlivců, společností, právnických osob).
- Správní úředníci nesmí donucovat obyvatelstvo k práci pro soukromé osoby.
- Nejvyšší civilní úřad daného území nese zodpovědnost za rozhodnutí, které povede k nucené nebo povinné práci. Má v určitých případech oprávnění přenášet nucenou nebo povinnou práci na nejvyšší místní úřad.
- Každý úřad, který má možnost ukládat povinnou či nucenou práci, se musí předem ujistit, že práce je v důležitém přímém zájmu obce a je v současné době bezprostředně nutná, tedy, že nabídkou mzdy a podmínek nebylo možné sehnat pro danou práci dobrovolné pracovní síly a že práce neuloží obyvatelstvu břemeno příliš těžké.
- Nucená nebo povinná práce, která se požaduje, jako daň bude postupně odstraněna.
- Povinné obdělávání půdy smí úřad přikázat jen v případě zamezení hladu či nedostatku potravin. Veškeré takto získané potraviny budou vlastnictvím jednotlivce či obce, která je vyrobila.
- Nucené či povinné práce se nesmí užívat pro podzemní práce v dolech
- Úřad využívající nucené nebo povinné práce musí o jejím využívání vydat příslušné předpisy. Předpisy musí obsahovat mimo jiné pravidla dovolující každé osobě podrobené nucené nebo povinné práci, aby úřadům překládala všechny stížnosti na pracovní podmínky. Všechny stížnosti jsou úřady povinny prozkoumat a projednat.

## Zásady vykonávání nucené či povinné práce
- K nucené či povinné práci mohou být podrobeni pouze tělesně zdatní muži ve věku od 18 do 45 let. Výjimku z vykonávání této práce mají především nemocní, učitelé, žáci a správní zaměstnanci.
- Vykonávání povinné práce nesmí trvat delší dobu než 60 dní v roce. Délka pracovní doby tedy musí odpovídat délce doby dobrovolné.
- Pracovníci jsou za jakoukoli vykonanou práci odměňováni vždy v hotovosti a jejich mzda musí být vyplácena jednotlivě.
- Oblast, v které je pracovník nucen vykonávat práci, nesmí ohrožovat pracovníkovo zdraví. Každá taková oblast musí mít zajištěnou hygienu a ubytování.
- Zrušena práce nosičů a veslařů.

## Práva pracovníků nucených či povinných prací
- Právo na odměnu za hodiny, které odpracuje navíc
- Právo na jeden den odpočinku týdně
- Právo na proplacení hodin strávených cestováním za prací či z práce
- Právo na odškodnění pracovníků či jejich rodinných příslušníků v případě úrazu na pracovišti či nemoci z povolání

## Povinnosti státu
- Nezákonné vymáhání nucené nebo povinné práce podléhá trestu jako trestný čin
- Každý členský stát je povinen se přesvědčit, že tresty uložené zákonem jsou skutečně účinné a že jsou důkladně ukládány.
- Úmluva zavazuje pouze ty členské státy, které závazně potvrdily její platnost u Mezinárodního úřadu práce.

## Způsoby vypovědění úmluvy
- Každý členský stát může úmluvu vypovědět a to po uplynutí deseti let ode dne, kdy tato úmluva poprvé nabyla účinnosti. Vypoví ji písemným sdělením generálnímu řediteli Mezinárodního úřadu práce, výpověď nabude účinnosti jeden rok po dni, kdy byla ředitelem zapsána. Ovšem v případě že daný členský stát nepoužije práva úmluvu vypovědět během roku následujícího po uplynutí období deseti let, jak je uvedeno v předchozím odstavci, bude vázán úmluvou na další pětileté období. Dále v případě, že dojde ke změně v úmluvě nebo k předložení nové úmluvy, která nabude účinnosti, dochází k okamžité výpovědi úmluvy původní. Úmluva však zůstane v platnosti v případě, že státy které závazně potvrdily její platnost, zároveň nepotvrdily úmluvu novou či změny v ní.[1]